# Simon Farnaby
Simon Farnaby, född 2 april 1973 i Darlington, County Durham, är en brittisk skådespelare.
Farnaby har bland annat medverkat i TV-serien Ghosts (2019–2023). Hon har även medverkat i filmerna Paddington från 2014, Paddington 2 från 2017 Wonka från 2023.

## Filmografi (i urval)
- 2011 – Your Highness
- 2014: Paddington
- 2017: Paddington 2
- 2018: Christoffer Robin & Nalle Puh
- 2019–2023 – Ghosts (TV-serie)
- 2023: Wonka
- 2026 – The Magic Faraway Tree (manus)